# 295
El 295 (CCXCV) fou un any comú començat en dimarts del calendari julià.

## Necrològiques
- Sebaste (Armènia): Sants Eustraci, Ausensi, Eugeni, Mardari, Orestes i Antíoc, màrtirs.
- Roma: Susanna de Roma. Màrtir cristiana.